# Rimas Valčiukas
Rimas Valčiukas (* 24. Juli 1958 in Preikurai, Rajongemeinde Kelmė) ist ein  litauischer Politiker und Polizeikommissar.

## Leben
Nach dem Abitur 1976 an der 1. Mittelschule Kelmė und dem Abschluss der Sportschule absolvierte er 1983 das Diplomstudium der Industriewirtschaft an der Fakultät für Wirtschaft der Universität Vilnius. Von 1983 bis 1992 arbeitete er als Polizist in Klaipėda und von  1992 bis 1994 als Polizeikommissar der Stadt Neringa. Von März 2000 bis Dezember 2000 war er Mitglied im Stadtrat Klaipėda. Von 2000 bis 2004 war er Mitglied des Seimas.
Mit seiner Frau Milita hat er die Kinder Inga, Karolis und Arnoldas.

## Quelle
1. ↑  CV

| Personendaten    | Personendaten                                       |
| ---------------- | --------------------------------------------------- |
| NAME             | Valčiukas, Rimas                                    |
| KURZBESCHREIBUNG | litauischer Politiker (Seimas) und Polizeikommissar |
| GEBURTSDATUM     | 24. Juli 1958                                       |
| GEBURTSORT       | Preikurai, Rajon Kelmė, Litauische SSR              |